# Ендре Мольнар
Ендре Мольнар (угор. Endre Molnár, 23 липня 1945) — угорський ватерполіст.
Олімпійський чемпіон 1976 року, срібний призер 1972 року, бронзовий призер 1968, 1980 років.
Чемпіон світу з водних видів спорту 1973 року, срібний призер 1975, 1978 років.